# Чиматти, Винченцо
Винченцо Чиматти (итал. Vincenzo Cimatti S.D.B., 15 июля 1879, Фаэнца, Италия — 6 октября 1965, Токио, Япония) — католический священник, префект Миядзаки с 1 августа 1928 года по 21 ноября 1940 год, миссионер, член монашеской конгрегации салезианцев, композитор, один из основателей женской монашеской конгрегации «Сёстры Милосердия из Миядзаки».

## Биография
В 1900 году Винченцо Чиматти окончил обучение в консерватории Пармы на отделении хорового пения, после чего продолжил обучение на сельскохозяйственном и философском отделениях Туринского университета. 19 марта 1905 года был рукоположён в священника в монашеской конгрегации салезианцев, после чего преподавал педагогику и вокальное пение. С 1912 по 1919 год Виченцо Чиматти был директором салезианского оратория в Турине. В 1925 году был назначен главой монашеской миссии, которая в этом же году отправилась Японию.
27 марта 1928 года Святой Престол учредил миссию sui iuris Миядзаки. 1 августа 1928 года Римский папа Пий XI назначил священника Винченцо Чиматти префектом Миядзаки. Будучи префектом Миядзаки, Виченцо Чиматти занимался пастырской и миссионерской деятельностью в соответствии с духовностью салезианцев, основывая многочисленные оратории и училища для японских подростков. В 1937 году Винченцо Чиматти вместе со священником Антонио Каволи основал женскую монашескую конгрегацию «Сёстры Милосердия из Миядзаки».
21 ноября 1940 года Винценцо Чиматти подал в отставку. Скончался 6 октября 1965 года в Токио.
В 1977 году начался процесс беатификации Винченцо Чиматти. 21 декабря 1991 года Римский папа Иоанн Павел II объявил Винченцо Чиматти преподобным.

## Творчество
Виченце Чиматти написал множество сочинений по сельскому хозяйству, педагогике и агиографии на японском языке. Написал около 950 музыкальных сочинений, в том числе оперу «Хосокава Грация» на японском языке.